# Bombenanschlag von Omagh 1998

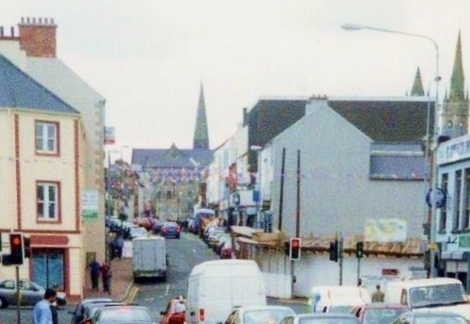
Blick in die Market Street, am Ende der Straße das Gerichtsgebäude, dahinter der Kirchturm der St Columba’s Church, 2001

Der Bombenanschlag von Omagh ereignete sich am 15. August 1998 in Omagh, der Hauptstadt des Countys Tyrone in Nordirland. Bei der Explosion einer Autobombe der Real IRA wurden 29 Zivilisten getötet und über 300 verletzt. Der Anschlag ereignete sich rund vier Monate nach der Unterzeichnung des Karfreitagsabkommens zur Beendigung des Nordirlandkonflikts und führte zu einer Beschleunigung des Friedensprozesses.

## Vorgeschichte
1997 hatte die Provisional IRA einen Waffenstillstand verkündet und es fanden Allparteien-Gespräche über einen Frieden in Nordirland statt. Diese Gespräche und Verhandlungen führten zur Unterzeichnung des Karfreitagsabkommens 1998, welches den rund 30-jährigen Nordirlandkonflikt formell beendete.
Radikale Splittergruppen versuchten den Friedensprozess durch fortgeführte Gewaltakte zu unterminieren. IRA Quartermaster General Michael McKevitt verließ die Provisionals und formte im November 1997 aus Gesinnungsgenossen die Real IRA, welche weiterhin die Vereinigung mit Irland anstrebte. Der Organisation sollen zwischen 30 und 175 Personen angehört haben, darunter mehrere Sprengstoffexperten. Seine Ehefrau Bernadette Sands McKevitt leitete den politischen Arm der Real IRA und unterhielt Kontakte zu irischen Gemeinschaften in den USA.
Zwischen Januar und August 1998 verübte die Real IRA sieben Autobombenanschläge, wobei vor sämtlichen Attacken rechtzeitige telefonische Warnungen der IRA bei den britischen Sicherheitsbehörden eingingen. Diese Warnungen legten nahe, dass ein Verlust von Menschenleben nicht als primäres Ziel gesehen wurde.
Im April 1998 warnte ein Informant vor möglichen Autobombenanschlägen in Derry und Omagh. Am 4. August 1998 ging ein anonymer Anruf bei der Polizei von Omagh ein, in welchem ein Anschlag am 15. August 1998 in Omagh angekündigt wurde.
Die Stadt war zu diesem Zeitpunkt Standort eines Gerichtsgebäudes und einer Polizeitruppe sowie Stationierungsort des 1. Bataillons des Queen’s Lancashire Regiment in den Lisanelly Barracks im Norden. Die Einwohner waren zu etwa 60 % Katholiken und 30 % Protestanten.

## Anschlag von Omagh
Am 13. August 1998 wurde ein Auto im irischen Grenzort Carrickmacross gestohlen. Am Samstag, dem 15. August 1998 gegen 14 Uhr wurde das gestohlene Fahrzeug mit inzwischen angebrachten nordirischen Kennzeichen vor einem Bekleidungsgeschäft in der Market Street von Omagh abgestellt. Nach dem Scharfmachen der Bombe, deren Gewicht auf rund 227 kg geschätzt wurde, entfernten sich die beiden Fahrzeuginsassen in einem bereitgestellten Fluchtwagen.
Rund eine halbe Stunde später ging eine Bombenwarnung telefonisch bei einem Fernsehsender in Belfast ein. Ein Mann warnte vor einer „Bombe, Gerichtsgebäude, Omagh, Hauptstraße, 500 lb (227 kg), Explosion in 30 Minuten.“ Rund zwei Minuten später folgte eine telefonische Warnung an eine Hilfsorganisation in Coleraine. Diesmal nannte der Anrufer den Standort der Bombe 200 Yards (183 Meter) vom Gerichtsgebäude entfernt. Nach etwa drei Minuten erreichte ein weiterer Anruf den Fernsehsender in Belfast, bei dem der Anrufer von einer verbleibenden Zeit von 15 Minuten sprach. In den beiden ersten Anrufen wurde jeweils ein Codewort verwendet, welches die Real IRA als Unterscheidungsmerkmal für mögliche Falschmeldungen gebrauchte. Alle drei Anrufe wurden später zu Telefonzellen im Süden des Countys Armagh zurückverfolgt.
Da es in Omagh keine Hauptstraße gab, wurde von den alarmierten Polizeikräften die High Street, die Hauptgeschäftsstraße in der Ortsmitte, als genannte Straße interpretiert, welche sich ab der Abzweigung Scarffe’s Entry in östlicher Richtung als Market Street fortsetzt. Das in den Anrufen zweimal erwähnte Gerichtsgebäude wurde als Ziel des Anschlags vermutet; es befindet sich im Westteil des Stadtzentrums an der High Street, welche hier mit der George’s Street zusammentrifft.
Da die Explosion in einer Entfernung von 200 Yards zum Gericht angekündigt worden war, wurden Passanten und Ladenbesitzer der High Street ostwärts in die Market Street geleitet, die etwa 240 Yards (220 Meter) vom Gerichtsgebäude beginnt. Dort kam es gegen 15:10 Uhr zur Explosion der Autobombe, rund 500 Yards (457 Meter) vom Gerichtsgebäude entfernt. Durch die Wucht der Detonation wurden zwei angrenzende Gebäude fast völlig zerstört und eine Wasserleitung unter der Straße brach auf, bei weiteren Gebäuden in der Umgebung entstand hoher Sachschaden.
29 Menschen wurden auf der Stelle getötet oder starben später im Krankenhaus, darunter zwei Kleinkinder, neun Kinder und Jugendliche unter 18 Jahren sowie zwölf Frauen und sechs Männer. Angehörige mussten ihre getöteten Familienmitglieder in den Nacht- und Morgenstunden identifizieren. Unter den Toten befand sich die 66-jährige Mary Grimes, ihre 30-jährige Tochter Avril Monaghan sowie ihre 18-monatige Enkelin Maura Monaghan, womit drei Generationen einer Familie starben. Avril Monaghan war darüber hinaus mit Zwillingen schwanger, weshalb in manchen Quellen die Opferzahl des Anschlags mit 31 angegeben wurde. Maura Monaghan war zudem das jüngste Opfer der Explosion, gefolgt von einem 20 Monate alten Kleinkind. Zu den weiteren Opfern gehörten die Nichte eines DUP-Abgeordneten der Northern Ireland Assembly sowie zwei Austauschschüler aus Spanien. Das letzte Opfer war am 5. September im Krankenhaus verstorben.
Zwischen 200 und 300 Personen erlitten Verletzungen unterschiedlicher Schwere, manche lagen wochenlang im Koma, verloren Gliedmaßen oder mussten sich Hauttransplantationen unterziehen. Das Tyrone County Hospital konnte die große Anzahl an Verletzten nicht bewältigen, weshalb Patienten auf Krankenhäuser in ganz Nordirland verteilt wurden. Beim Abtransport der Verletzten starb ein dreifacher Familienvater bei einem Verkehrsunfall, als sein Fahrzeug an einer Kreuzung mit einem Rettungswagen kollidierte.

## Folgen
Es handelte sich um den opferreichsten Einzelanschlag des Nordirlandkonflikts und traf Protestanten und Katholiken gleichermaßen. Das Ereignis rief große Empörung und Ablehnung in der Öffentlichkeit sowie bei sämtlichen Konfliktparteien hervor. Zum ersten Mal in der Geschichte des Bürgerkriegs wurde ein republikanischer Anschlag von der Partei Sinn Féin öffentlich verurteilt. Die Real IRA bekannte sich erst drei Tage später zu der Tat und bedauerte den Verlust von Menschenleben, gab den Sicherheitsbehörden jedoch eine Mitschuld an den vielen Opfern.
Die Autobombe von Omagh beschleunigte in der Folge den Friedensprozess in Nordirland. Noch am 18. August kündigte die Real IRA die Einstellung sämtlicher Operationen an, während die ebenfalls republikanische Irish National Liberation Army (INLA) am 22. August einen Waffenstillstand verkündete. Am 26. August besuchte Premierminister Tony Blair den Ort des Anschlags und versprach ein hartes Vorgehen gegen paramilitärische Organisationen, die sich gegen den Friedensprozess stellen würden. Am 3. September hielt US-Präsident Bill Clinton anlässlich eines Besuchs der irischen Insel eine Rede vor Überlebenden und Angehörigen der Opfer in Omagh. Zur gleichen Zeit verabschiedete das Irische Parlament ein Gesetz, welches die Strafverfolgung von Terroristen erleichtern sollte. Am 7. September verkündete auch die Real IRA einen Waffenstillstand.
Am 10. September fand in Belfast das erste Treffen zwischen einem republikanischen und einem unionistischen Parteivorsitzenden des Nordirlandkonflikts statt, als Gerry Adams von der Sinn Féin und David Trimble von den Ulster Unionists zu einem Gespräch zusammenkamen. Am 11. September erfolgte die erste Freilassung paramilitärischer Gefangener nach dem Karfreitagsabkommen.

## Verdächtige und gerichtliche Aufarbeitung

### Colm Murphy und Michael McKevitt
Nach dem Anschlag kam es zu einer Reihe von Festnahmen in Nordirland und Irland. Im Februar 1999 wurde der aus Irland stammende Colm Murphy als erster Verdächtiger wegen des Bombenanschlags in Omagh angeklagt. Er soll jene Mobiltelefone bereitgestellt haben, die von den Attentätern zur Koordinierung des Anschlags verwendet worden sein sollen. Belastet wurde er durch Mobilfunkaufzeichnungen und seine eigenen Aussagen. Er wurde im Januar 2002 vom Sondergerichtshof in Dublin wegen Verschwörung zum Omagh-Anschlag für schuldig befunden und zu einer Freiheitsstrafe von 14 Jahren verurteilt. Das Gericht hob auch Murphys langjährige IRA-Tätigkeit und seine Vorstrafen hervor. Im Januar 2005 wurde seine Verurteilung jedoch vom irischen Berufungsgericht wegen unzureichender Beweise aufgehoben. Im Februar 2010 wurde er freigesprochen.
Im März 2001 erfolgte in Irland die Festnahme von Real IRA-Gründer Michael McKevitt. Er wurde im August 2003 als erste Person Irlands nach dem neuen Straftatbestand des Führens von Terrorismus und der Mitgliedschaft in einer illegalen Organisation zu 20 Jahren Haft verurteilt. Er selbst bestritt stets eine Beteiligung an dem Omagh-Anschlag. Im Laufe der Haft erkrankte er an Krebs und musste 2015 operiert werden. Zu Ostern 2016 wurde er aus der Haft entlassen.

### Sean Hoey und das LCN-DNA-Verfahren
Im September 2003 wurde der aus dem nordirischen County Armagh stammende Sean Hoey, ein Neffe von Colm Murphy, aufgrund fragwürdiger forensischer Beweise verhaftet und im Mai 2005 als erster Verdächtiger wegen der Morde von Omagh und weiterer Verbrechen angeklagt. Der Mordprozess wurde zu einem der größten der britischen Rechtsgeschichte und endete im Dezember 2007 mit einem Freispruch von Hoey vor dem Belfast Crown Court.
Richter Reginald Weir übte starke Kritik an der Polizei im Umgang mit Beweisen und warf zwei Beamten falsche Zeugenaussagen vor, weshalb ihre Angaben nicht mehr berücksichtigt worden waren. Die Staatsanwaltschaft hatte sich vor allem auf das in Großbritannien bisher häufig verwendete LCN-DNA-Verfahren gestützt, welches nur wenige Zellen von der Größe des Millionstels eines Salzkorns benötigte und sehr kontaminationsanfällig war. Eine solche Spur sei angeblich am Tatort sichergestellt und mit Hoeys DNA verglichen worden. Weir kritisierte die Art und Weise, wie die Staatsanwaltschaft LCN-DNA zum Kernpunkt ihrer Argumentation gemacht hatte und damit fehlende Zeugenaussagen und nicht vorhandene belastende Hinweise ausblendete. Er unterstellte den Ermittlern kalkulierte Irreführung und eine versuchte Aufwertung der Beweismittel, um eine Verurteilung herbeizuführen.
Schließlich befand das Gericht, dass die Methode zu wenig erprobt sei und empfahl eine Überprüfung. Am Tag nach dem Urteil setzte die britische Staatsanwaltschaft die LCN-DNA-Analyse außer Kraft und gab eine Überprüfung der Zweckdienlichkeit der Methode in Auftrag. Im Januar 2008 beschloss die Staatsanwaltschaft, die Methode als potentielles Beweismittel weiterhin zuzulassen. Der abschließende Camon-Report vom April 2008 betonte bezüglich der Methode im Allgemeinen, dass die Art des ursprünglichen Ausgangsmaterials nicht festgestellt werden könne, dass der Zeitpunkt, an dem eine Übertragung stattfand, nicht abzuleiten sei und dass die Möglichkeit der sekundären Übertragung im Vergleich zur Standard-DNA, wesentlich erhöht sei.

### Zivilrechtsprozess
Im August 2001 brachten Angehörige mehrerer Todesopfer eine Zivilrechtsklage gegen Michael McKevitt, Liam Campbell, Colm Murphy, Seamus McKenna und Seamus Daly ein. Im April 2008 begann der Prozess vor dem Hohen Gericht in Belfast. Im Mai 2008 wurde als Novum die Zivilklage an ein irisches Gericht übertragen, um die Aussagen irischer Polizisten zu ermöglichen.
Erstmals wurde mit der Real IRA eine Terrororganisation in einem Zivilrechtsprozess für haftbar befunden. Dadurch konnten Mitglieder, welche dieser Organisation zum Zeitpunkt des Anschlags angehört hatten, zu Schadensersatzzahlungen verurteilt werden. McKevitt, Murphy, Daly und Campbell waren laut Richter Declan Morgan Mitglieder der IRA, wofür eine überwältigende Beweislast spräche. Liam Campbell soll dem IRA-Militärrat angehört haben und wurde erstmals im Oktober 2000 verhaftet. Im Oktober 2001 war er wegen Mitgliedschaft in einer illegalen Organisation zu einer mehrjährigen Haftstrafe verurteilt worden. Der ebenfalls aus Irland stammende Seamus Daly war im November 2000 verhaftet und im Februar 2003 wegen seiner IRA-Mitgliedschaft angeklagt worden. Er bekannte sich im Februar 2004 schuldig und erhielt eine Gefängnisstrafe. Seamus McKenna wurde als einziger der Beschuldigten aufgrund unzuverlässiger Zeugenaussagen freigesprochen. Er starb im Juli 2013 bei einem Arbeitsunfall im irischen County Louth.
Im Juni 2009 wurden die vier Beschuldigten zu Schadensersatzzahlungen in der Höhe von 1,6 Millionen £ verurteilt. Ihre Anfechtung des Urteils scheiterte 2011 am Berufungsgericht. Ein anschließender Antrag, den Fall vor den Obersten Gerichtshof zu bringen, wurde abgelehnt. McKevitt und Murphy erhielten zwar eine Neuverhandlung, diese endete jedoch 2015 mit demselben Urteil wie 2009. Zuletzt scheiterten McKevitt und Murphy im September 2016 am Europäischen Gerichtshof.

### Seamus Daly
Im April 2014 wurde Seamus Daly nun auch wegen 29-fachen Mordes und weiterer Verbrechen angeklagt. Er soll laut Staatsanwaltschaft eines der beiden Mobiltelefone besessen haben, welche zur Koordinierung des Anschlags verwendet worden waren. Er galt laut Gericht als Fußsoldat der IRA und konnte sich nicht ausreichend gegen die Beweise des Gerichts entlasten. Im März 2016 wurden alle Anklagepunkte gegen ihn aufgrund der Unzuverlässigkeit eines Kronzeugen fallengelassen.

## Öffentliche Anhörung
Ab dem 28. Januar 2025 erfolgte eine öffentliche Anhörung zum Bombenanschlag, nachdem bereits eine Auftaktveranstaltung bereits 2024 stattgefunden hatte. Dabei soll aufgeklärt werden, ob der Anschlag hätte verhindert werden können. Dabei kamen auch Opfer und Angehörige zu Wort. Es geht nicht um die Feststellung individueller Schuld.

## Film und Fernsehen
- Omagh – Das Attentat von Pete Travis
- Who bombed Omagh?, BBC Panorama Dokumentation
- Omagh, What the Police Were Never Told, BBC Panorama Dokumentation